# Cupido oxleyi
Cupido oxleyi är en fjärilsart som beskrevs av Felder 1865. Cupido oxleyi ingår i släktet Cupido och familjen juvelvingar. Inga underarter finns listade i Catalogue of Life.